# 趙錦榮
趙錦榮 MP（1965年—），加拿大政治人物，2019年起以加拿大保守黨黨員身份擔任加拿大國會下議院議員，代表卑詩省的史提夫斯頓－列治文東選區，並於2020年獲新黨魁艾林·奧圖爾安排擔任該黨的多元化、包容性和青年事務評論員。
趙錦榮生於香港，1982年遷居加拿大，1987年從薩斯喀徹溫大學電腦系畢業，後在卑詩省列治文一家跨國電腦公司工作，一度出任軟件工程開發高級經理。他於2011年列治文市選中代表列治文獨立選民團隊（Richmond Independent Team of Electors）競逐列治文校區學務委員，並獲取12929票當選，首度出任民選公職。
他於2014年6月宣布尋求來屆聯邦大選的加拿大保守黨史提夫斯頓－列治文東選區候選人資格，因此不在同年市選中競逐連任學務委員；同年9月正式成為該黨候選人。在2015年聯邦大選中，趙錦榮以2856票之差敗予尋求連任的自由黨候選人蘇立道。
趙錦榮再於2019年4月贏取保守黨候選人資格，在同年10月舉行的聯邦大選中再度於史提夫斯頓－列治文東選區與蘇立道對壘，這次則由趙錦榮以2747票之差勝出，首度晉身國會。
2021年2月投票支持由同党议员庄文浩发起的认定中国对维吾尔族种族灭绝的议案，其後被中共當局反制裁。
他在2021年9月20日聯邦大選中被自由黨的帕爾姆·貝恩斯擊敗而失去議席。

## 外部連結
- 官方网站
- （英文）加拿大國會網站 趙錦榮議員簡介 （页面存档备份，存于）